# Ramón Sáez Navarro
Ramón Ignacio Sáez Navarro (Los Ángeles, Región del Bío Bío, Chile, 24 de junio de 1996) es un futbolista chileno. Juega de mediocampista. 

## Trayectoria
Formado en las divisiones inferiores de Huachipato donde llegó a jugar tres partidos de la Copa Libertadores Sub-20 de 2016 para luego debutar por el primer equipo donde en un comenzó tendría gran continuidad pero para el Transición 2017 solo lograría jugar 46 minutos durante un partido por lo que para la siguiente temporada iría a préstamo al Santiago Wanderers donde sería fuermente cuestionado jugando tan solo dos partidos no siendo considerado para la segunda rueda de la Primera B 2018.
Durante la temporada 2020 fue cedido a San Marcos de Arica, pero al no tener continuidad, decide emigrar a Deportes Concepción.

## Estadísticas

### Clubes
| Club                        | Div.       | Temporada  | Liga  | Liga  | Copas nacionales | Copas nacionales | Torneos internacionales | Torneos internacionales | Total | Total |
| Club                        | Div.       | Temporada  | Part. | Goles | Part.            | Goles            | Part.                   | Goles                   | Part. | Goles |
| --------------------------- | ---------- | ---------- | ----- | ----- | ---------------- | ---------------- | ----------------------- | ----------------------- | ----- | ----- |
| Huachipato · Chile          | 1ª         | 2016-17    | 17    | 0     | —                | —                | —                       | —                       | 17    | 0     |
| Huachipato · Chile          | 1ª         | 2017       | 1     | 0     | —                | —                | —                       | —                       | 1     | 0     |
| Santiago Wanderers · Chile  | 2.ª        | 2018       | 2     | 0     | —                | —                | —                       | —                       | 2     | 0     |
| Santiago Wanderers · Chile  | Total club | Total club | 2     | 0     | 0                | 0                | 0                       | 0                       | 2     | 0     |
| Huachipato · Chile          | 1.ª        | 2019       | 2     | 0     | —                | —                | —                       | —                       | 2     | 0     |
| Huachipato · Chile          | Total club | Total club | 20    | 0     | 0                | 0                | 0                       | 0                       | 20    | 0     |
| San Marcos de Arica · Chile | 2.ª        | 2020       | 0     | 0     | —                | —                | —                       | —                       | 0     | 0     |
| San Marcos de Arica · Chile | Total club | Total club | 0     | 0     | 0                | 0                | 0                       | 0                       | 0     | 0     |
| Deportes Concepción · Chile | 3.ª        | 2020       | 7     | 0     | —                | —                | —                       | —                       | 7     | 0     |
| Deportes Concepción · Chile | Total club | Total club | 7     | 0     | 0                | 0                | 0                       | 0                       | 7     | 0     |
| Total club                  | Total club | Total club | 29    | 0     | 0                | 0                | 0                       | 0                       | 29    | 0     |
| 1.                          |            |            |       |       |                  |                  |                         |                         |       |       |